# Taiaçuídeos
Taiaçuídeos (nome científico: Tayassuidae) é uma família de mamíferos artiodáctilos de médio porte (até 130 cm de comprimento e 60 cm altura e 40 kg de peso) que inclui espécies de porcos selvagens como o queixada e o caititu. Não devem ser confundidos com os javalis, que pertencem a família dos suídeos. O grupo surgiu há 32 milhões de anos, no Oligocénico na América do Norte. Quando se formou o Istmo do Panamá (há nove milhões de anos), os taiaçuídeos migraram para a América do Sul, onde se encontram hoje em dia mais diversificados.
Recentemente, uma revisão nomenclatural revelou que o nome genérico mais antigo para os catetos é Dicotyles, no lugar de Pecari. Em inglês, é chamado de "peccaries".
Os taiaçuídeos são onívoros, consomem qualquer planta comestível, pequenos animais ou carniça. Formam grupos de dez ou mais indivíduos. Possuem um cheiro característico que denuncia sua proximidade antes mesmo de serem vistos ou ouvidos. Trata-se de animais que podem causar ferimentos com sua presas compridas e afiadas. São de fundamental importância para a alimentação e fornecimento de matéria prima para as sociedades indígenas. 

## Classificação
- Família Tayassuidae Palmer, 1897
  - Gênero Parachoerus Rusconi, 1930
    - Parachoerus wagneri (Rusconi, 1930)

  - Gênero Tayassu Fischer von Waldheim, 1814
    - Tayassu pecari (Link, 1795) - queixada

  - Gênero Dicotyles Cuvier, 1816
    - Dicotyles tajacu (Linnaeus, 1758) - caititu
    - Dicotyles maximus van Roosmalen et al., 2007